# Aeródromo de Nagúrskoye

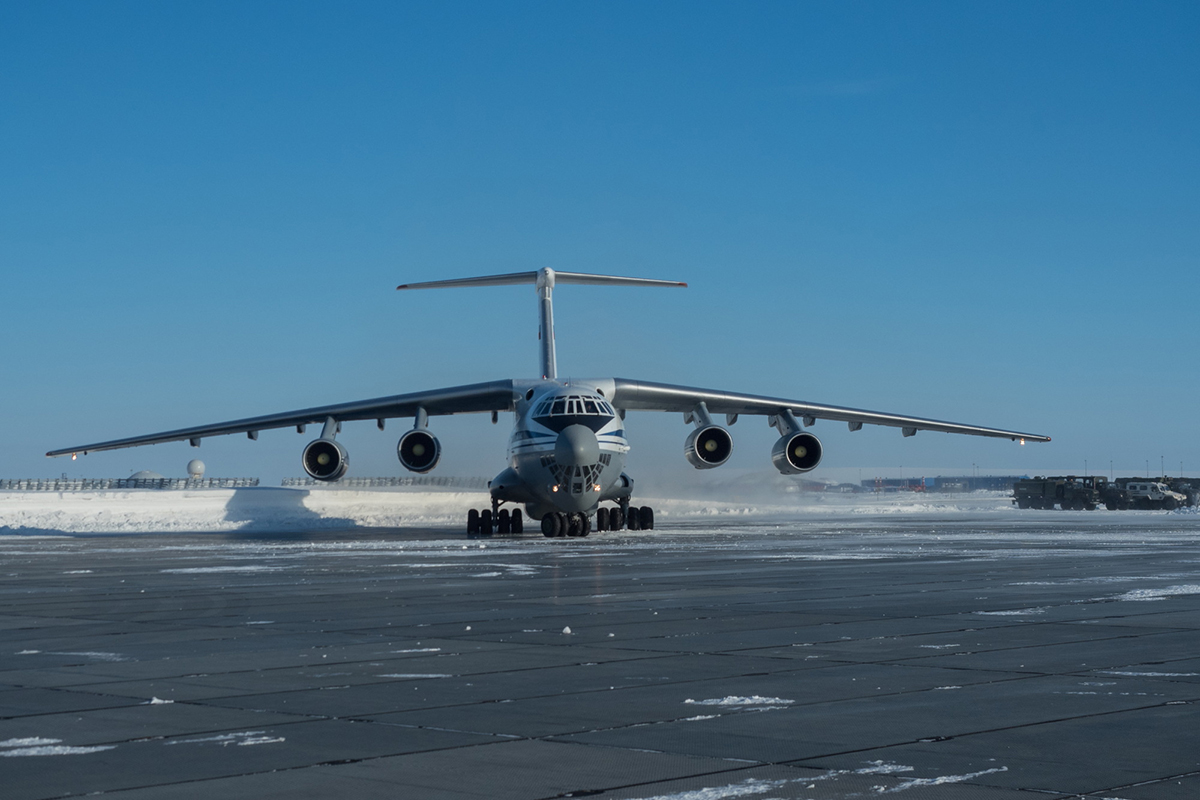
Aeródromo de Nagurskoye

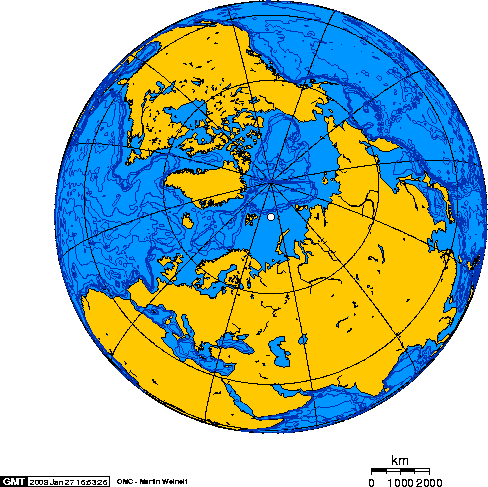
Proyección ortográfica se centró sobre Nagurskoye.

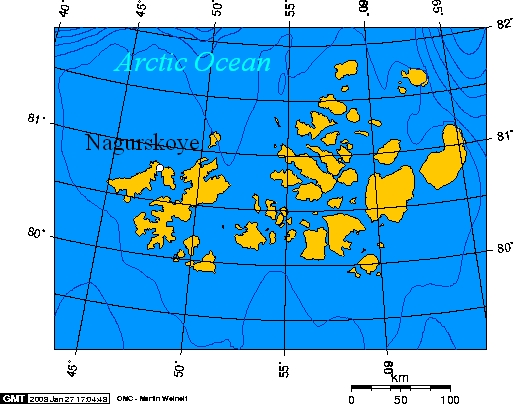
Proyección de Lambert Azimuthal, mostrando Nagurskoye.

El aeródromo de Nagurskoye (en ruso: Аэродром Греэм-Белл IATA: , ICAO: UODN) es un aeropuerto militar situado en la Tierra de Alejandra (en ruso: Земля Александры), una isla rusa en aguas del océano Ártico. Es la más occidental de las islas del archipiélago de la Tierra de Francisco José. Administrativamente, pertenece al óblast de Arjánguelsk de la Federación de Rusia. Es el campo de aviación en activo más septentrional de toda Rusia.

## Pista
El aeródromo de Nagurskoye dispone de una pista de hielo en dirección 10/28 de 1400x35 m. (4593x115 pies). 
Los aeródromos militares más cercanos son Greem Bell (296 km), Sredni Ostrov (816 km), Rogachevo (1.028 km) y Ostrov Bolshevik (1.047 km). El aeropuerto civil más cercano es  Dikson (1.114 km).

## Operaciones militares
Construido durante la década de los 50, como base para bombarderos estratégicos y operado por el OGA (Grupo de Control Ártico). Parece ser que el objetivo, durante la Guerra Fría era el de proporcionar protección contra acercamientos de reconocimiento a los límites de la Unión Soviética o como base de intercepción de primera línea contra bombarderos americanos.
En la actualidad es atendido por helicópteros Mil Mi-8 y Mil Mi-26 y aviones Antonov An-72 y Antonov An-26.
El 23 de diciembre de 1996 se estrelló en este aeródromo un avión An-26 de carga, durante la maniobra de aterrizaje.